# Японське вторгнення на Тайвань
Японське вторгнення на Тайвань — збройний конфлікт між Японською імперією і недовготривалою Республікою
Тайвань.

## Передісторія
В 1895 Імперія Цин програла японсько-китайську війну. Однією з умов Симоносекського договору, що завершив війну, була передача Японії острова Тайвань і островів Пенху в Тайваньській протоці. У травні 1895 імператорським едиктом з Тайваню була відкликана адміністрація Цин, а в червні на борту японського корабля відбулася церемонія передачі острова переможцям.
Проте населення Тайваню не підкорилося імператорському наказу. 23 травня 1895 року в Тайбеї була проголошена Республіка Тайвань. Президентом республіки став губернатор провінції Тан Цзінсун, а в республіканський уряд був перетворений цинський адміністративний апарат управління провінцією. Для відсічі японцям було створено загони добровольців, на чолі яких став Цю Фенцзя — відомий китайський письменник. Республіка при цьому проголосила «вічну вірність династії Цин».

## Хід подій
Наприкінці травня 1895 року на півночі острова висадився японський десант, чисельністю 12 тисяч людей. На початку червня японці без бою увійшли до Тайбею; Тан Цзінсун втік, а «республіканці» відступили на південь. Столицею держави було оголошено місто Тайнань, а новим президентом проголошено героя франко-китайської війни Лю Унфу. У центральній частині острова боротьбу очолив даотай Лі Цзінсун, який скоординував дії військ, що відступили з півночі.
Паніка та заворушення змінилися організованим опором китайців. Бої за Сіньчжу тривали близько двох місяців, до кінця серпня тривали бойові дії у центральній частині острова. Японці зазнавали великих втрат, через незвичний субтропічний клімат у японській армії лютували хвороби. У Тайнані під керівництвом Цю Фенцзя були створені парламентський виконавчий комітет і штаб оборони, які допомагали президентові Лю Юнфу. Останній, проте, залишаючись вірнопідданим династії Цин, нічого не робив.
У жовтні японці перейшли в генеральний наступ з півночі на південь, а флот висадив два великі десанти в китайському тилу. Лю Юнфу покинув війська і біг, проте частини, що залишилися без командування, продовжували боротьбу ще десять днів. 21 жовтня японські війська вступили до Тайнаню.

## Результат
«Республіканські» війська відступили в гори і перейшли до партизанської війни. У грудні 1895 року на півночі Тайваню

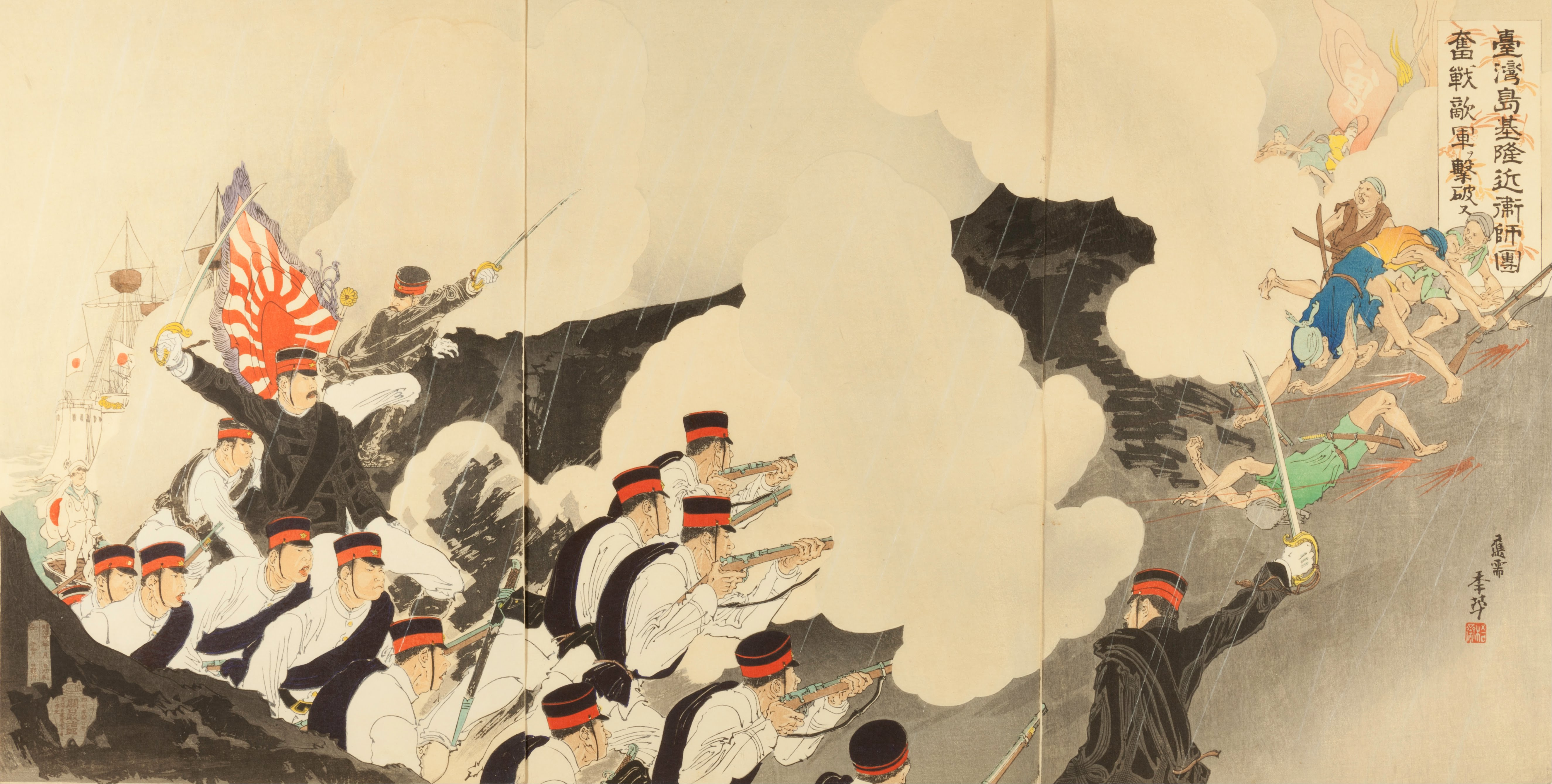
Імператорська охорона перемагає ворога у складній битві на острові Тайвань. Автор — Міґіта Тосіхіде

спалахнуло повстання під керівництвом Лінь Лічена та Лінь Дабея. Повстанці взяли контроль над Тайбеєм і проголосили Лінь Лічена третім президентом республіки. Японські війська у лютому 1896 року розгромили Тайванську республіку, проте деякі загони знову пішли в гори та продовжили боротьбу.
У червні 1896 японці обрушили репресії на центральну частину Тайваню, де спалили близько 70 селищ і перебили кілька тисяч людей. У відповідь ці звірства повстання охопило нові райони. До жовтня 1896 року загони китайських патріотів на чолі з Хуан Чоу та Цзянь І очистили від японців весь цей район крім Тайнаня. Японці стягнули сюди великі сили, і з листопада тут розгорнулися запеклі бої. Боротьба тривала до 1902 року. Тайвань перейшов під владу Японії ціною великої крові.